# World Omosiroi Award
World Omosiroi Award（ワールド・オモシロイ・アワード）は、一般社団法人ナレッジキャピタルが主催する、ナレッジキャピタルのコアバリューである『OMOSIROI』を広めるための国際的な賞である。
「世界中から様々なOMOSIROI活動やアイデアを持っている「人」に焦点を当て、ナレッジキャピタルから世界にOMOSIROIの価値を発信」すると主催者は語る。

## 概要
2015年（平成27年）を第一回として、毎年3月や4月に受賞者が発表される。ナレッジキャピタルに親交のある国内外の有識者60名の推薦により、100名以上のOMOSIROI候補者を選出する。1次選考、最終選考を経て、5名の受賞者が決定する。授賞式で研究費・オリジナルトロフィーが与えられる。

## 歴代受賞者
- 第1回（2015年）[3]
  - クリス・スグルー（メディアアート）
  - 土佐信道（明和電機 代表取締役社長）
  - ネルケ無方（安泰寺 住職）
  - 原野守弘（ディレクター）
  - 藤山晃太郎（マジシャン）
- 第2回（2016年）[3]
  - 稲見昌彦（東京大学教授）
  - 落合陽一（メディアアート）
  - 二木あい（水中表現家）
  - 本多達也（デザイナー）
  - ヤン・ングエマ（デジタルアート）
- 第3回（2017年）[3]
  - ヨリス・ディック（考古学）
  - フランソワ・ドラロジエール（芸術監督）
  - 和田永（ミュージシャン）
  - usaginingen（映像と音楽のパフォーマー）
  - 西野達（芸術家）
- 第4回（2018年）[3]
  - 羽生雄毅（純粋培養肉研究者）
  - チャーリー・トッド（コメディアン）
  - マーティン・メシエ（映像作家）
  - ジャン・ポール・ファヴァン（アール・フォラン美術館(縁日博物館) 館長）
  - 瀬尾拡史（医療CGプロデューサー）
- 第5回（2019年）[3]
  - レイチェル・ゴスリンズ（スミソニアン芸術産業館 ディレクター）
  - リン・ヒューズ（アーティスト）
  - ダーン・ローズガルデ（アーティスト）
  - 生田幸士（東京大学 情報理工学系研究科システム情報学専攻 教授）
  - 川本亮（ソーシャルデザイナー）
- 第6回（2020年）[3]
  - 小林快次（北海道大学 総合博物館 教授・恐竜研究者）
  - ジュリア・トマゼッロ（インタラクションデザイナー）
  - 松村真宏（大阪大学 教授）
  - ユリア・コルナー（JK Design設立者 / UCLA建築・都市デザイン学科 兼任教授）
  - 福原志保（アーティスト）
- 第7回（2021年）[3]
  - オードリー・タン（台湾ソーシャル・イノベーション担当のデジタル大臣）
  - 川上浩司（京都大学 特定教授 / 京都先端科学大学 教授）
  - 金井良太（株式会社アラヤ 代表取締役）
  - 西村宏堂（メイクアップアーティスト / 僧侶）
  - エルヴィラ・ヴォイトゥニク & ポペス・チャバ・ラング（Elektro Moon Vision）
- 第8回（2022年）[3]
  - 成田悠輔（半熟仮想株式会社 代表取締役　イェール大学 助教）
  - 玉城絵美（H2L株式会社 代表取締役社長琉球大学工学部教授）
  - 早川尚吾（株式会社CoeFont 代表取締役社長　東京工業大学）
  - ヴェロニク・べランド（メディアアーティスト）
  - 山田果凛（株式会社Familic 代表取締役）
- 第9回（2023年）[4]
  - 若新雄純（プロデューサー）
  - 吉田田タカシ（教育者 / ミュージシャン、デザイナー / クリエイティブディレクター）
  - 藤井一至（土の研究者）
  - ガブリエッラ・チハン・スタンリー（デジタルアーティスト / XRVienna創設者 / vrisch共同創設者）
  - ジュリアン・メール（メディアアーティスト、パーフォーマー）
- 第10回（2024年）[5]
  - 片野晃輔（ワイルド・サイエンティスト）
  - 武田秀太郎（九州大学都市研究センター准教授／京都フュージョニアリング株式会社共同創業者）
  - 鈴木俊貴（動物言語学者／東京大学先端科学技術研究センター准教授／東京大学卓越研究員）
  - ダニエラ・ガンドルファー(Daniela Gandorfer)（社会起業家／研究者／Logische Phantasie Lab創設者）
  - 宮田大（Konelクリエイティブディレクター／アートディレクター）

## 選考委員
- 2015年：宮原秀夫、宇川直宏、倉本美津留、ゲルフリート・ストッカー、下條真司、Sputniko!、ピーター・フランクル
- 2016年：宮原秀夫、宇川直宏、中野信子、ゲルフリート・ストッカー、飛鷹全法、土佐信道、ピーター・フランクル